# Arianna Sighel
Arianna Sighel (* 2. September 1996 in Trient) ist eine italienische Shorttrackerin.

## Werdegang
Sighel trat international erstmals bei den Olympischen Jugend-Winterspielen 2012 in Innsbruck in Erscheinung. Dort errang sie den 16. Platz über 500 m und den fünften Platz über 1000 m. Ihr Debüt im Shorttrack-Weltcup hatte sie im Februar 2015 in Dresden. Dabei belegte sie die Plätze 25 und 23 über 1500 m. Bei den Juniorenweltmeisterschaften 2015 in Osaka lief sie auf den 20. Platz im Mehrkampf und auf den neunten Rang mit der Staffel und bei den Juniorenweltmeisterschaften 2016 in Sofia auf den 35. Platz im Mehrkampf und auf den zehnten Rang mit der Staffel. In der Saison 2018/19 kam sie bei den Europameisterschaften 2019 in Dordrecht auf den 11. Platz im Mehrkampf und auf den fünften Rang mit der Staffel und bei den Weltmeisterschaften 2019 in Sofia den achten Platz mit der Staffel. Im Februar 2019 erreichte sie in Turin mit dem zweiten Platz mit der Staffel ihre erste Podestplatzierung im Weltcup. Bei den Europameisterschaften 2020 in Debrecen holte sie mit der Staffel die Silbermedaille. In der Saison 2020/21 gewann sie bei den Europameisterschaften 2021 in Danzig sowie bei den Weltmeisterschaften 2021 in Rotterdam jeweils die Bronzemedaille mit der Staffel und errang zudem bei der EM den 16. Platz im Mehrkampf. Im folgenden Jahr belegte sie bei den Olympischen Winterspielen 2022 in Peking den 28. Platz über 1500 m und den fünften Rang mit der Staffel.
Ihr Vater Roberto ist ein ehemaliger Eisschnellläufer.

## Persönliche Bestzeiten
- 500 m      43,146 s (aufgestellt am 10. Dezember 2023 in Peking)
- 1000 m    1:29,008 min (aufgestellt am 22. Oktober 2021 in Peking)
- 1500 m    2:19,945 min (aufgestellt am 2. November 2019 in Salt Lake City)
- 3000 m    5:42,619 min (aufgestellt am 24. Februar 2019 in Courmayeur)

## Erfolge

### Olympische Spiele
- 2022 Peking: 5. Platz Staffel, 28. Platz 1500 m

### Weltmeisterschaften
- 2019 Sofia: 8. Platz Staffel
- 2021 Rotterdam: 3. Platz Staffel
- 2023 Seoul: 3. Platz Mixed-Staffel, 4. Platz Staffel, 7. Platz 500 m, 9. Platz 1000 m, 12. Platz 1500 m
- 2024 Rotterdam: 2. Platz Mixed-Staffel, 6. Platz Staffel, 9. Platz 1500 m, 13. Platz 500 m

### Europameisterschaften
- 2019 Dordrecht: 5. Platz Staffel, 6. Platz 1500 m, 11. Platz Mehrkampf, 14. Platz 1000 m, 19. Platz 500 m
- 2020 Debrecen: 2. Platz Staffel
- 2021 Danzig: 3. Platz Staffel, 13. Platz 500 m, 13. Platz 1000 m, 16. Platz Mehrkampf, 20. Platz 1500 m
- 2023 Danzig: 3. Platz Mixed-Staffel, 3. Platz Staffel, 5. Platz 1500 m, 7. Platz 500 m, 11. Platz 1000 m
- 2024 Danzig: 2. Platz Staffel, 4. Platz Mixed-Staffel, 6. Platz 1000 m, 8. Platz 1500 m, 9. Platz 500 m
- 2025 Dresden: 1. Platz Staffel, 2. Platz 500 m, 4. Platz Mixed-Staffel

### Weltcupsiege im Team
| Nr. | Datum            | Ort        |
| --- | ---------------- | ---------- |
| 1.  | 4. Februar 2023  | Dresden 1  |
| 2.  | 26. Oktober 2024 | Montreal 2 |